# Lowell (cráter marciano)

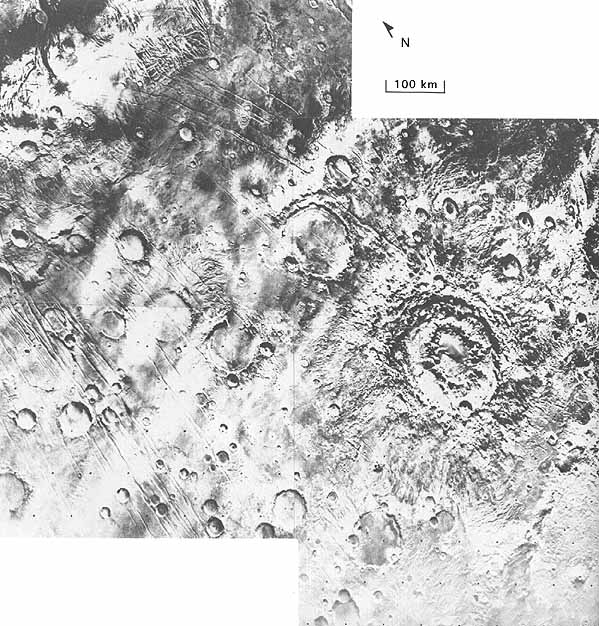
Mosaico de imágenes del programa Viking, con Lowell a la derecha.

Lowell es el nombre de un colosal cráter de impacto en el planeta Marte situado a 52.3° Sur y 81.4° Este. El impacto causó un abertura de 203 kilómetros de diámetro en la superficie de Aonia Terra, en el hemisferio sur del planeta. El nombre fue aprobado en 1973 por la Unión Astronómica Internacional en honor al millonario aficionado a la astronomía Percival Lowell (1855–1916), fundador del Observatorio Lowell donde nació el interés por la exploración del planeta Marte.
El cráter Lowell se caracteriza por tener depósitos helados en su centro que le dan la peculiar apariencia de una diana de tiro al blanco. El desgaste en las paredes del cráter sugiere que el impacto que causó la abertura no es del todo reciente. En contraste, se localizan en los alrededores del cráter Lowell dos cráteres de menor tamaño, cuyos bordes agudos sugieren que se han generado recientemente.
| Cráter Lowell, brocal noreste (HiRISE). Suelo del cráter en la parte baja de la imagen. | Dunas de arena en el cráter Lowell (imagen CTX del Mars Reconnaissance Orbiter). |